# Cymbiola nobilis
Espèce
Cymbiola nobilis est une espèce de mollusques gastéropodes.

## Description et caractéristiques
Taille : de 50 à 222 mm.

## Habitat et répartition
Répartition : Taïwan et Singapour.

## Liste des sous-espèces
Selon World Register of Marine Species (27 novembre 2014) :
- sous-espèce Cymbiola nobilis nobilis (Lightfoot, 1786)
- sous-espèce Cymbiola nobilis tamariskae Sutanto & Patamakanthin, 2004

## Philatélie
Ce mollusque figure sur une émission indonésienne de 1970 (valeur faciale : 5 + 0,50 r).